# Sulpice Apollinaire
Sulpice Apollinaire (en latin Caius ou Gaius Sulpicius ou Sulpitius Apollinaris) est un grammairien et érudit carthaginois de langue latine du IIe siècle.

## Biographie
Sulpice Apollinaire fut le maître de Pertinax, lui-même professeur de grammaire avant d’accéder au titre impérial, et d’Aulu-Gelle, qui parle de lui dans les termes les plus élogieux. Il est l’auteur des arguments métriques des chants de l’Énéide et de pièces de Térence et, vraisemblablement, de Plaute.

## Sources
- (en) « Sulpicius Apollinaris », dans Encyclopædia Britannica [détail de l’édition], 1911 (lire sur Wikisource).